# Hilario Martínez (boxeador)
Hilario Martínez (1905-1983) fue un boxeador español. Combatió en 124 ocasiones, entre 1922 y 1938, con 66 victorias (21 por KO), 45 derrotas, 10 nulos, y 1 combate sin decisión (desconocemos el resultado de 2 combates). En 1923 alcanzó el título de Campeón de España de peso ligero y en 1934 el de Campeón de España de peso wélter.
Nace el 6 de mayo de 1905 en Ayelo de Malferit (Provincia de Valencia), donde hoy una calle lleva su nombre, aunque con 11 años se trasladó a Barcelona.

## Barcelona (1922-1925)

### Inicios en el boxeo (1922-1923)
Realiza un único combate como aficionado, en Barcelona, el 27 de julio de 1922, frente a Beltrán, a quien vence por KO en el segundo asalto (1). 
Como profesional, toma parte en el Trofeo del Parque, que vence en la categoría de los ligeros tras derrotar por puntos a Roger (1ª quincena de agosto), Conrado Sancho (24 de agosto) y de nuevo Roger (7 de septiembre) (1).
Los triunfos en el parque le valen para entrar en los programas de las veladas regulares. En la primera, el 26 de octubre, se enfrenta nada menos que con Emilio Gil “Blind”, campeón de España del peso ligero, quien le derrota a los puntos (1). El 7 de noviembre vence por puntos a Conrado Sancho tras durísima batalla pactada a 6 asaltos (1), y el 18 de ese mes bate en Madrid al vizcaíno Solinís.
Comienza 1923 con el enfrentamiento con Guillermo Deprades en el Iris Park de Barcelona, el 9 de febrero. En el primer asalto el árbitro detiene la pelea y da a Hilario vencedor por KO técnico por clara superioridad (1). 
En Madrid, efectúa tres combates. En mayo vence a Solinís por KO (1), el 4 de junio, en el Circo Americano, derrota por un escaso margen de puntos a Villar (1), y el 16 de ese mes, en el mismo escenario, vuelve a batir a Solinís por puntos.

### Barcelona [Madrid / Oporto / Argel] (1923-1925)
De vuelta en Barcelona, inicia una fulgurante carrera que, en dos años, le lleva a combatir en 21 ocasiones, la mayoría de ellas en Barcelona, pero con salidas ocasionales a Oporto, Madrid o Argel. Este periodo, que se inicia con la consecución del título nacional del peso ligero (8 de diciembre de 1923), se caracteriza sobre todo por los combates internacionales (con púgiles de al menos 8 nacionalidades distintas), en un infructuoso empeño por combatir por el campeonato de Europa. El balance de esta brillante etapa arroja 16 victorias (8 de ellas por KO), 3 derrotas (2 por puntos y 1 por descalificación), y 2 nulos.
Los combates de este periodo son los siguientes:
- Victoria por puntos en 8 asaltos ante Jean Gachet, en el teatro Español de Barcelona (7 de julio de 1923) (1).
- Victoria por puntos en 8 asaltos ante Agustín Villar, en Las Arenas (Barcelona), tras hacerle caer a la lona 4 veces (22 de septiembre de 1923) (1).
- Victoria por KO en el segundo asalto ante Blind, en Las Arenas (8 de diciembre de 1923), que le vale el campeonato de España del peso ligero. Martínez es una verdadera esperanza nacional ya que es, hasta la fecha, el mejor boxeador que ha aparecido en este peso (1).
- Vence a británico Fred Davidson, en el teatro Novedades (Barcelona), por KO en el 5º asalto (8 de enero de 1924).
- Vence por abandono en el quinto asalto al tunecino Ali Ben Said en Les Corts (4 de febrero de 1924) (1).
- Victoria por puntos ante el francés Kesler tras un duro combate en el teatro de Novedades (Barcelona) (19 de febrero de 1924).

En marzo de 1924, la Federación Española de Boxeo transmite a la International Boxing Union el reto de Hilario Martínez a Fred Bretonnel, campeón de Francia y Europa (1). 
- Vence por puntos en 10 asaltos al campeón de Bélgica, Germain, en el teatro Novedades (21 de marzo de 1924) (1).
- Victoria ante el francés Janot, campeón de la Lorena, por KO en el segundo asalto, en el campo antiguo del F.C. Barcelona (20 de abril de 1924) (1).
- Vence por KO en el primer asalto al campeón de Portugal, Tavares Crespo, en combate disputado en Oporto en mayo de 1924 (1).
- Vence por ligero margen de puntos al belga Leukemans en un duro combate celebrado en Las Arenas (31 de mayo de 1924) (1).
- Vence “copiosamente” por puntos al turco Mouladowitch, después de “diez rounds de dura batalla” en el combate principal de la velada del Parque (14 de agosto de 1924) (1).
- Es derrotado a los puntos, en 15 asaltos, por el francés Lucien Vinez, en la ciudad de Oporto, jugando ambos el combate de su carrera, pues el vencedor va directamente al campeonato de Europa (1).

Hilario seguirá retando a Bretonnel por el título europeo del peso ligero hasta que a este se lo arrebate el propio Vinez el 7 de octubre (1); desde ese momento, Martínez pedirá insistentemente la revancha. 
- Hace nulo ante el francés Louis Muñoz, el mejor ligero del África, en octubre de 1924, en Argel (1).
- Vence al francés Baudry por puntos en 12 asaltos, en el Principal Palace de Barcelona (26 de noviembre de 1924) (1).
- Vence a Felix Potinko por KO en el segundo asalto (3 de enero de 1925).
- Vence a Jackie Sandal por KO en el primer asalto (10 de enero de 1925).

En febrero de 1925 la Federación Española de Boxeo designa a Hilario para representar a España en el torneo que próximamente se celebrará en Nueva York, el vencedor del cual será proclamado campeón del mundo de peso ligero, título que ha abandonado el americano Benny Leonard. Sin embargo, Hilario declina participar en una carta dirigida a la FEB (1).
- Concede la revancha a Louis Muñoz en un combate que se celebra en el Palace de Barcelona el 6 de marzo de 1925, en el que Hilario es descalificado por un “golpe bajo involuntario” (1).
- Hace nulo en el Teatro Nuevo, en 10 asaltos frente al excampeón de Francia del peso ligero Arthur Debéve (6 de junio de 1925) (1).
- En la plaza de toros de Madrid vence por puntos en un combate notable al belga Wreschauwert (22 de junio de 1925) (1).
- Es derrotado a los puntos por Bretonnel en el combate clou de la plaza de toros de Madrid (4 de julio de 1925). Combate muy deslucido por el abuso del cuerpo a cuerpo y el forcing, menudeando las faltas, hasta el punto de que han sido amonestados por el árbitro (1).
- Mi último combate en España antes de marchar a América fue frente al marroquí Ali-Bensei, a quien vencí por KO en el primer asalto, en la memorable reunión celebrada en el campo de Las Corts (1).

## América (1925-1928)

### La Habana y Florida (1925-1926)
Siguiendo la práctica de varios púgiles de la época, acepta la propuesta de su mánager, Bertys, de marchar a combatir a América. Llega a Cuba el 3 de agosto de 1925, con Abd-el-Kebir y Frank Hoche, y allí se instala en “Los Pinos”, una finca situada a 15 kilómetros de La Habana, con bananeros, mangos y un ring al aire libre (1). Durante un año disputará en La Habana y Florida (fundamentalmente en Tampa) un total de 14 combates, con 9 victorias (2 de ellas por KO), 4 derrotas (2 por puntos, 1 por descalificación, 1 por abandono) y 1 nulo:
- Derrota por puntos en 12 asaltos a Ángel “Soldado” Díaz, campeón pluma de Cuba (1) (La Habana, 15 de agosto de 1925).
- Vence por puntos a Aramís del Pino en la Arena Colón de La Habana, a 12 asaltos (5 de septiembre de 1925) (1).
- Vence por puntos al campeón cubano de los wélter, Lalo Domínguez, en combate a 12 asaltos celebrado en el Almendares Park de La Habana ante 10.000 espectadores (9 de octubre de 1925) (1).
- Es derrotado por el chileno Estanislao Loayza al abandonar en el 8º asalto. Hilario acusó el haber tenido que perder 7 libras en dos días, así como la brecha que el chileno le abrió en la ceja en el primer asalto (La Habana, 5 de diciembre de 1925).
- Vence por KO en el tercer asalto al cubano Cirilo Olmo. Ante las reclamaciones de uno de los segundos de Olmo, se cambia la decisión a descalificación a Hilario por golpe bajo, lo que ocasiona una fuerte protesta de la prensa local (La Habana, 2 de enero de 1926) (1).
- En la Arena Colón, vence por gran margen de puntos al filipino Pedro Campo, en combate a 12 asaltos en el que ambos pelean como júnior wélteres (La Habana, 6 de febrero de 1926) (1).
- Vence a los puntos al excampeón del mundo Johnny Dundèe, lo que dispara su cotización, hasta el punto de que comienza a hablarse de su posible combate por el título mundial (La Habana, 3 de marzo de 1926) (1).

A comienzos de abril, la Federación Española de Boxeo adopta el acuerdo de aceptar el reto que Tomás Cola dirige a Hilario por el título de España.
- En la Arena Colón es derrotado a los puntos por el campeón de España de los wélter, Jim Moran (La Habana, 3 de abril de 1926) (1).
- En el Benjamín Field, de Tampa (Estados Unidos), vence por KO en el segundo asalto al norteamericano Johnny Simpson, tras hacerle caer en 13 ocasiones. El público premió con una ovación inenarrable el triunfo del joven boxer español (7 de mayo de 1926) (1).
- En Tampa, vence por KO en el cuarto asalto a Frank Rice (14 de mayo de 1926).
- En Tampa, vence a los puntos al norteamericano Tony Ross, en combate a 10 asaltos (13 de junio de 1926) (1).
- Es derrotado por puntos en Santos & Artigas, La Habana, por Arthur Schaekels, en combate a 10 asaltos (19 de junio de 1926) (3).
- En el Benjamín Field hace nulo en 10 asaltos con Frankie Osner (julio de 1926) (1).
- Vence por puntos al veterano Joe Glick, en combate a 6 asaltos disputado en Miami (1 de agosto de 1926) (3).

### Nueva York (1926-1928)
En agosto de 1926 se traslada a New York, centro del mundo del boxeo, junto con Berthys y Abd-el-Kebir. Durante casi dos años disputa 19 combates, con 11 victorias (2 por KO), 7 derrotas (5 por puntos, 1 por KO y 1 por descalificación), y 1 nulo. La mayoría de los combates son en Nueva York, donde debuta nada menos que en el Madison Square Garden, aunque pasa un breve periodo en Tampa y La Habana, además de alguna pelea ocasional en Boston. En este tiempo va enfrentándose a adversarios de cada vez mayor nivel, en un esfuerzo por hacerse acreedor al combate por el título del mundo, que no llega a disputar. Además, la Federación Española le desposee del título nacional por incomparecencia ante Tomás Cola. Esta fase finaliza con un prometedor aunque fallido combate en Los Ángeles.
- Debuta en Nueva York en el Madison Square Garden con una brillante victoria por KO en el segundo asalto sobre Harry Wallack (23 de septiembre de 1926) (1)
- Se enfrenta en el Madison Square Garden, en combate a 10 asaltos, a Billy Petrolle, “El Expreso de Fargo”. Tras un primer asalto igualado, en el segundo tropieza Hilario con las cuerdas, resbala y se da en la cabeza con el borde del ring, que es de hierro, perdiendo el conocimiento durante más de 2 minutos. El árbitro, sin embargo, le da la derrota por KO, lo que es rebatido por la prensa (29 de octubre de 1926) (1).
- En combate a 6 asaltos, es derrotado a los puntos por Benny Valger en el Pioneer Sporting Club de Nueva York (23 de noviembre de 1926).
- Es derrotado a los puntos por Harry Felix en el Walker A.C. de Nueva York (22 de enero de 1927) (1).

El 9 de abril, en el transcurso de una velada amateur que se celebra en el Iris Park de Barcelona, la Federación Española de Boxeo procede a proclamar campeón de España del peso ligero al challenger catalán Tomás Cola, desposeyendo a Hilario por encontrarse ausente (El Mundo Deportivo, 10 de abril, p2).
- En el Mechanics Bulding de Boston vence por KO técnico en el tercer asalto a Johnny McIntyre (17 de marzo de 1927).
- De nuevo en el Benjamin Field de Tampa, vence a los puntos al cubano Young Manuel, en combate a 10 asaltos (8 de abril de 1927) (2).
- La revancha de Young Manuel tiene lugar en La Habana, con el resultado de combate nulo (abril o mayo de 1927) (1).
- De un uppercut en la mandíbula en el quinto asalto, pone KO al cubano Relámpago Sagüero en La Habana. Sin embargo, los jueces consideran que ha existido falta, y descalifican a Hilario (6 de mayo de 1927).

En junio pasa a combatir en el peso wélter. 
- Derrota por puntos a Eddie Elkins en Ridgewood Grove, Brooklyn, Nueva York (18 de junio de 1927) (1).
- Vence por puntos a Jack Zivic en el estadio de Queensboro, Long Island, Nueva York (12 de julio de 1927) (1).
- Vence por puntos a Ray Mitchell, de Filadelfia, en el Estadio de Queensboro (Nueva York, 26 de julio de 1927) (1).
- En el Yankee Stadium vence por puntos a Sammy Vogel en un brillante encuentro a 10 asaltos. La victoria le abre esperanzas para disputar el título mundial, ante la ausencia de aspirante oficial para Joe Dundèe (11 de agosto de 1927) (1).
- Se fija para el 31 de agosto su combate contra Sid Terris, una de las grandes figuras de los wélteres, pero Terris alega una lesión para conseguir sucesivos aplazamientos. La Comisión de Boxeo de New York obliga al combate el 29 de septiembre, en el Madison Square Garden. En una pelea encarnizada a 10 asaltos, se proclama vencedor a Martínez y la ovación estalla atronadora (El Mundo Deportivo, 30 de septiembre, p2).
- Vence por puntos a Jack Britton, excampeón del mundo wélter, en un combate a 10 asaltos que contó con 5000 espectadores (Brooklyn, 17 de octubre de 1927) (1).
- En el Madison Square Garden, ante 16.000 espectadores, vence por puntos al italo-americano Andi Divordi en combate a 10 asaltos, y se embolsa más de 8.000 dólares (14 de noviembre de 1927).
- En combate a 10 asaltos, es derrotado por puntos por el veterano Lew Tendler en el combate principal de la velada del Stadium de Filadelfia, Pensilvania. El resultado tuvo que decidirlo el director del combate, pues los jueces no se ponían de acuerdo al respecto (12 de diciembre de 1927) (2).
- En Mechanics Bulding, Boston, vence por puntos a Billy Algers en un emocionante combate a 10 asaltos. Las más de 6.000 personas que abarrotan el local ovacionan a Martínez (19 de diciembre de 1927) (2).
- En la Broadway Arena de Brooklyn, es netamente dominado por Willy Harmond, quien logra vencerle a los puntos en un combate a 10 asaltos en el que ambos púgiles son muy aplaudidos (6 de febrero de 1928).
- Se traslada a Los Ángeles con Paulino Uzcudun, donde concierta un combate contra Baby Joe Gans, a 10 asaltos. En el Olympic Auditorium de Los Ángeles, Hilario es claramente derrotado a los puntos (21 de febrero de 1928) (1).

## Barcelona (1928)
El 6 de abril de 1928, Uzcudun e Hilario embarcan en New York con destino a París para descansar unos días. La estancia, con todo, se prevé corta, ya que Hilario anuncia que debe estar de vuelta en junio, y no descarta pelear en España si le ofrecen una buena bolsa y un buen rival. Solo disputará un combate en este periodo, probablemente el combate más importante de su carrera.
Durante su estancia en España, Hilario recibe numerosos agasajos multitudinarios. La peña Hilario Martínez, del Poblet Boxing Club (antes Club La Flora), fundado por él, le organiza un fastuoso homenaje; cada presencia suya en las veladas que se disputan en Barcelona requiere que suba al público a recibir el acalorado aplauso de un público entregado que ha acudido a verle, y a su llegada a Valencia (a donde acude a pasar unos días con su familia), además de recibir homenajes en los distintos eventos a los que asiste, es escoltado por una gran caravana de automóviles y más de 500 ciclistas (1); incluso el Sindicato de Periodistas Deportivos le ofrece un lunch de homenaje (2).
El 2 de junio Hilario firma el combate, para el 7 del mes siguiente, con el campeonato del mundo del peso wélter Joe Dundèe, en la Plaza de Toros Monumental de Barcelona. Durante cuatro semanas, Hilario se entrena duramente en una finca próxima a Barcelona. Rodeado de pinos, con un ring que se ha construido él mismo para hacer ejercicio, se instala primero con su hermana y se dedica a perder el peso ganado en las semanas de inactividad. Esta semana viene Jim Terry, que desempeñará las funciones de sparring rápido. Luego vendrán tres hombres más, que los escogerá Bertys (El Mundo Deportivo, 10 de junio, p1). Además de Terry, se instalará en La Floresta el peso ligero Ángel Tejeiro; a ellos se unen con frecuencia otros púgiles aficionados (como Campuzano y Fernández) o profesionales (como el medio Daufí y Sotolongo), además de diversos directivos de la FEB y otros. 
El viernes 6 de julio, en el momento cumbre de su popularidad, se presenta en el Teatro Novedades la “comedia cómica en cuatro partes” titulada Una aventura de Hilario Martínez, interpretada por el propio púgil: entrenamiento en la Floresta Pearson, Una aventura de amor, Excursión al Tibidabo, y Gran mach de boxeo (2).
Del resultado del combate da cuenta el titular, a toda plana en primera, del Mundo Deportivo del 8 de julio: En la Monumental, el campeón del mundo Joe Dundèe, haciendo una demostración de su clase, triunfó de Hilario Martínez por abandono en el octavo round. La crónica relata un combate disputado a buen ritmo, en el que el americano se mostró muy superior aunque Hilario dio la sensación de ponerle en aprietos durante los primeros asaltos. En el quinto, Dundèe abrió de un cabezazo una brecha en la ceja de Hilario, que comenzó a sangrar profusamente. Este no quiso que los médicos inspeccionaran la herida, por temor a que interrumpieran el combate, y continuó peleando muy mermado hasta que en el 8º asalto un uppercut hizo que Bertys arrojara la toalla (1).

## América (1928-1933)

### Nueva York (1928)
Reemprende la marcha hacia Nueva York el 25 de agosto de 1928. Le acompaña su esposa, Manolita, así como el excampeón regional de Cataluña de los ligeros, Ángel Tejeiro. Durante cuatro meses permanece en Nueva York, entrenándose en el gimnasio de la St. Nicholas Arena, situado en la calle 66 y la Avenida Columbus. La derrota ante Dundèe ha dañado su carrera, y ya no es el Madison Square Garden el lugar en el que combate, ni sus rivales son de primer nivel. Entre Nueva York y Filadelfia disputa cuatro combates, con resultados irregulares: 2 victorias (1 por puntos y 1 por descalificación) y 2 derrotas (por puntos). 
- En el Olympia Athletic Club, es derrotado por Yzzy Grove en un combate que comienza igualado, pero en el que Grove se impone netamente desde el quinto asalto (6 de octubre de 1928) (1).
- Ante 5000 espectadores, en el New World, vence a Tommy Kid Murphy por descalificación por golpe bajo en el séptimo asalto, en un combate que Hilario iba perdiendo claramente (New York, 23 de octubre de 1928) (1).
- Es derrotado a los puntos, por estrecho margen, por Tony Vaccarelli, en combate disputado en el New Lennox Sporting Club de Harlem (13 de noviembre de 1928).
- Vence por puntos en la revancha de Tommy Kid Murphy en Filadelfia, en combate a 10 asaltos (19 de noviembre de 1928) (2).

### Puerto Rico (1928)
Desde Nueva York, Hilario y Tejeiro embarcan en noviembre de 1928 rumbo a Puerto Rico. Hilario disputa allí dos combates:
- Vence por puntos a Pete Martin (diciembre de 1928) (1).
- Se enfrenta a Atilio Sabatino en San Juan, siendo derrotado a los puntos (23 de diciembre de 1928) (1).

El 27 de diciembre Hilario y Tejeiro embarcan de regreso a Nueva York. Fuertemente enfrentados con Bertys, ambos empiezan la tramitación de su separación, presentando la recusación ante la Comisión de Boxeo de Nueva York. Bertys alega que deben pagarle el 33% de comisión, y los púgiles le acusan de usurero y aprovechado (MD, 1 de abril, p1). Mientras no se soluciona el pleito, no pueden boxear en Nueva York, pero sí en el resto de los Estados Unidos.

### La Habana (1929)
Tal como estaba previsto, Hilario vuelve a La Habana, donde disputa cinco combates, con 4 victorias (2 por KO) y 1 derrota (por puntos):
- Entrenándose en el gimnasio del Círculo Cubano, vence por KO en el tercer asalto, en el star bout del Nuevo Frontón, a Jack McFarland (9 de marzo de 1929) (1).
- Obtiene la revancha sobre el italo-americano Tony Vaccarelli al derrotarle por puntos de forma clara en La Habana, en combate a 10 asaltos (30 de marzo de 1929).
- Vence por KO en el cuarto asalto, tras un comienzo muy reñido, a Raúl Rojas (4 de mayo de 1929) (1).
- Hace nulo con Tommy White en La Habana (1). Sin embargo, la Comisión de Boxeo de Cuba cambia el veredicto adjudicando la victoria a White (2 de junio de 1929) (3).
- En un posterior recuento ante Mundo Deportivo, Hilario afirma haber batido por puntos en La Habana al campeón de los medios Tony de Minguez.

### México (1929)
En julio de 1929 se traslada a México, donde se ha concertado su enfrentamiento a Bert Colima por el título nacional del peso medio. En México disputa dos combates:
- Decididamente, el momento del ex campeón de España de los ligeros pasó ya. De esta manera resume Mundo Deportivo la sensación que produce la derrota por puntos de Hilario ante Bert Colima, en combate a 10 asaltos que se celebra el 11 de agosto de 1929 en una plaza de toros de Ciudad de México ante más de 20.000 espectadores.
- Boxrec registra una pelea contra David Velasco en Ciudad de México, en la que Hilario sale derrotado a los puntos en 10 asaltos (13 de septiembre de 1929).

A finales de octubre Hilario parte con destino a New York, donde embarca hacia Buenos Aires (1)con su mánager Guillermo Utrera y su segundo, el púgil mexicano Luis Hernández.

### Buenos Aires (1930)
Debuta en el Stadium de River Plate ante más de 20.000 personas, en combate a 10 asaltos frente al argentino Justo Suárez, “El torito de Mataderos”. La expectación levantada entre la colonia hispana en la Argentina es tal que en los días anteriores Hilario ha llegado a disputar entrenamientos públicos con entrada de pago y ante una gran concurrencia. Sin embargo, Hilario se ve obligado al abandono en el quinto asalto, provocando decepción profunda entre sus seguidores (4 de enero de 1930) (1). Por una reseña de Mundo Deportivo de fecha 23 de mayo sabemos que Hilario disputó otro combate en la Argentina, del que no tenemos referencia.

### La Habana (1930)
- Vuelve a La Habana, en cuya Arena Polar es derrotado fácilmente a los puntos por Relámpago Sagüero, en combate a 10 asaltos (3 de mayo de 1930).

### México (1930)
Regresa a México, donde además de pelear en 2 combates es promotor en 4 veladas boxísticas que se disputan en Tampico, Monterrey y Torreón (1).
- En Tampico, pierde por estrecho margen de puntos ante David Velasco (noviembre de 1930) (1).
- En una entrevista concedida a El Mundo Deportivo mucho después (MD, 12 de julio de 1933), afirma haber vencido por puntos en México al chileno Fernando Aguilar.

### Florida (1931)
- Vence por KO en el sexto asalto a Dodge Goodrich, en combate a 10 asaltos disputado en Tampa (11 de mayo de 1931) (1).
- En el Benjamín Field de Tampa es derrotado a los puntos por Wilbur Stokes (22 de mayo de 1931) (3).

### Centro y Sudamérica (1931-1933)
En junio de 1931, y aún a la espera de que se resuelva el litigio con Bertys que le mantiene apartado de los rings de New York, Hilario comienza un largo periplo por hasta siete países distintos de América central y del sur. Los datos al respecto son confusos, pero hemos registrado 12 combates distintos, con resultados también desiguales: 5 victorias (1 por KO), 3 derrotas (por puntos), 3 nulos y 1 combate sin decisión.
- En San Juan de Puerto Rico vence por KO en el séptimo asalto al local Siso Lizardi, en combate pactado a 10 asaltos (22 de junio de 1931) (1).
- Es derrotado a los puntos por Pete Martin en San Juan de Puerto Rico, en combate a 10 asaltos (agosto de 1931) (1)
- Hace nulo en Caracas frente al norteamericano Joe Ralph (noviembre de 1931) (1).
- En la revancha ante Joe Ralph consigue vencerle a los puntos (Caracas, 20 de diciembre de 1931) (1).
- Vence por puntos a López Tenorio, “el rey del jab”, en Caracas (diciembre de 1931).
- Vence por puntos a Carlos Dix, campeón de Puerto Rico, en Caracas (enero de 1932).
- Vence por puntos a Lombardi en Trinidad.
- Se enfrenta a Joe Ralph en la República Dominicana, pero un chaparrón formidable desaloja a la gente y queda solo son su adversario en el ring. Es el octavo asalto, y ambos acuerdan descender y ponerse bajo techado (1).
- Hace nulo ante Lombardi en Panamá.
- Derrota por puntos a Joe Walker en Colón (Panamá).
- Hace nulo frente a Portela en Costa Rica.
- En combate revancha, es derrotado por Portela a los puntos, Costa Rica.

Su llegada a El Salvador coincide con un decreto presidencial prohibiendo el boxeo en todo el territorio. Aunque Hilario llega a entrevistarse dos veces con el presidente, Maximiliano Martínez, no consigue la autorización para pelear, por lo que tiene que conformarse con una exhibición de pugilismo y cultura física en la Escuela Militar y otra en la Comandancia (1).

## Barcelona (1933-1938)
El 12 de julio de 1933, El Mundo Deportivo anuncia en primera: Hilario Martínez ha vuelto después de cinco años de ausencia. Afirma que se plantea descansar un par de meses y que se encuentra fortísimo y en gran forma para pelear por el título de los pesos medios.
Hilario hace su reentrèe en agosto de 1933… y resulta una franca decepción. Una serie de derrotas y malos resultados, la mayoría en Barcelona, hace dudar de su forma, pero demostrando coraje y afán de superación, poco a poco va recuperando su brillo del pasado, hasta hacerse, a finales de 1934, con el campeonato de España del peso wélter. Comienza entonces una nueva etapa de éxitos que le lleva a Palma, Valencia, Lisboa, Argel, Zaragoza o Marsella, que tiene su momento álgido el combate por el título europeo de los pesos wélter, que disputa en Berlín en diciembre de 1935... y que culmina en marzo de 1936 con la pérdida del título nacional de los wélter ante Miguel Tarré.
En los tres años que van desde su vuelta a España hasta el inicio de la guerra civil, Hilario disputa 19 combates, con tan solo 5 victorias (3 por puntos, 1 por KO y 1 por descalificación), 11 derrotas (9 por puntos y 2 por abandono), 1 nulo, y 2 combates de los que desconocemos el resultado.
- La reaparición en Barcelona se produce el 30 de agosto, en el Olimpia, frente al portorriqueño Atilio Sabatino, a 10 asaltos. El resultado, sin embargo, es de derrota a los puntos.
- Es derrotado a los puntos en la Bohemia por el campeón italiano del peso medio Clemente Moroni, a 10 asaltos (28 de octubre de 1933) (1).
- En el Circo Price de Madrid combate en semifondo contra el madrileño Álvaro Santos, a quien derrota por descalificación en el octavo asalto de un combate pactado a 10 asaltos (19 de enero de 1934) (1).
- En el Nuevo Mundo (Barcelona) se enfrenta en el peso medio al joven púgil castellano Manuel Fernández (antes Kid Yansour) y aunque nota de forma acusada los 8 kilos de desventaja que le lleva, le vence por abandono en el octavo asalto (4 de julio de 1934) (1).

Hilario vuelve al peso wélter, en el que se encuentra más cómodo, y pronto se demuestra que ha sido una decisión acertada.
- En agosto de 1934 se traslada a Roma para enfrentarse a Vittorio Venturi a 10 asaltos. Tras un combate memorable, es vencido por puntos (12 de agosto de 1934) (1)
- Se enfrenta en la semifinal del Nuevo Mundo con Santandreu (16 de octubre de 1934) (1). Desconocemos el resultado.
- El Mundo Deportivo anuncia: Martin Oroz [campeón de España de los pesos welter] pondrá en juego su título de campeón contra Hilario Martínez. El enfrentamiento se celebra el 5 de diciembre de 1934 en el Nuevo Mundo, y con su característico estilo elegante y eficaz, tras un combate igualado, Hilario consigue imponerse en los asaltos finales y ganar la decisión de los jueces, proclamándose así campeón de España del peso wélter (MD, 6 de diciembre, p2).

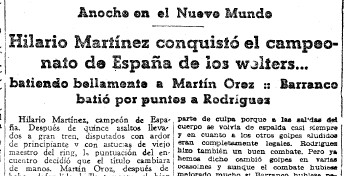
El Mundo Deportivo, 6 de diciembre de 1934, p2.

- En el Teatro Balear de Palma vence a Martínez Valera por abandono en el octavo asalto, tras infligirle un duro castigo (9 de enero de 1935) (1).
- Vence por escaso margen de puntos al belga Dewancker, en el combate de semifondo del Olympia (23 de enero de 1935) (1).
- Bajo una creciente lluvia que no permitirá terminar la velada, se enfrenta en la plaza de toros de Valencia con Badía, al que domina ampliamente hasta derrotarle por KO en el segundo asalto (26 de mayo de 1935) (1).
- También en semifondo en la plaza de toros de Valencia, sufre una clara derrota ante Pedro Isasti (1 de junio de 1935) (1). Esto frustra su combate contra el campeón de los welters de Francia, Kid Janas, previsto para el 6 de junio en el Palacio de los Deportes de París (1).
- Es derrotado por puntos en Lisboa por el portugués Horacio Velha, en combate a 10 asaltos (19 de julio de 1935) (1).
- En el combate estelar de la noche en el Estadio Municipal de Argel es derrotado a los puntos por el francés Pernot (3 de agosto de 1935) (1).
- Disputa el título en el Frontón Cinema de Zaragoza frente al púgil local Martin Oroz. Tras un combate a 15 asaltos, los jueces proclaman el resultado nulo y por consiguiente Hilario conserva su título (7 de septiembre de 1935) (1).

A finales de junio la Federación Española de Boxeo acepta el reto que le lanza Isasti, concediendo cuatro meses a Hilario para que dispute su título con este. 
- El reto de Isasti se concreta el 20 de noviembre en el Nuevo Mundo, en combate a 15 asaltos. En una pelea magnífica, Hilario muestra una clara superioridad en los 10 primeros asaltos, acusando el cansancio en los siguientes y haciéndose con la decisión de los jueces (1).
- El 5 de diciembre se traslada hasta Berlín, junto con su mánager Pedro Sáez y miembros de la Federación Catalana, para enfrentarse, el día 9, al campeón europeo de los wélter, el alemán Gustav Eder, que pone en juego su título en combate a 15 asaltos. En el Palacio de los Deportes, lleno de público, Hilario es ampliamente superado en un combate en el que resulta dañado en el rostro, pero muestra una gran combatividad que, a pesar de perder a los puntos, levanta una gran ovación entre los aficionados (1).
- Unos días antes, la FEB había aceptado el reto que le lanza el barcelonés Miguel Tarré. Este reto se materializa el 11 de marzo de 1936 en el Olimpia, e Hilario pierde el título a los puntos en combate a 12 asaltos, aunque la prensa rebate el resultado. Tarré no hizo nada, o por lo menos no hizo lo suficiente para vencer, aunque Hilario, ciertamente, no estaba en su mejor forma (El Mundo Deportivo, 12 de marzo, p2).
- El campeón de Grecia de los wélter, Vacarlis, derrota a los puntos a Hilario en un duro combate que merece la ovación del público (Marsella, mayo de 1936) (1).
- Se celebra en el Cine Frégoli un nuevo combate entre Hilario e Isasti, sin que sepamos el resultado porque por entonces la prensa ya está en otros asuntos (21 de julio de 1936) (1).

La guerra civil española supone un periodo de escasa actividad a nivel pugilístico, aunque Barcelona se encuentra alejada del frente. En agosto de 1936 se organizan diversos encuentros deportivos por toda Cataluña a beneficio de los Hospitales de sangre y las Milicias Antifascistas. Hilario manda su adhesión al Comité del Sindicato de Boxeadores y se pone a su disposición para las veladas pugilísticas que decidan organizar. Durante toda la guerra, Hilario disputa 8 combates, con pobres resultados: 2 victorias (por puntos), 5 derrotas (3 por puntos y 2 por descalificación) y 1 nulo. Entre combate y combate se dedica a descansar en el campo y a prepararse a base de duro trabajo físico.
- En una velada a beneficio de las Milicias Antifascistas que se celebra en Santa Coloma de Farnés (localidad en la que reside) es descalificado por golpe bajo en el cuarto asalto del combate contra Paisal (17 de septiembre de 1936) (1).
- En el Gran Price se enfrenta a Tarré, en combate no valedero para el título. Tras una pelea reñida pero poco brillante, los jueces conceden la victoria al campeón de España (2 de diciembre de 1936) (1).
- Hilario sigue siendo Hilario. Así resume El Mundo Deportivo la victoria a los puntos que obtiene en el Gran Price frente al badalonés Lorente (27 de enero de 1937) (1).
- En el Gran Price se enfrenta en combate principal a Prades, quien le derrota a los puntos (17 de marzo de 1937) (1).
- En el combate principal del Price se muestra hábil, rápido y preciso ante el madrileño Chamorro. Un golpe bajo, sin embargo, provoca la descalificación de Hilario (16 de junio de 1937) (1).
- Se enfrenta en la semifinal del Price a Ferrer, recién ingresado del campo amateur. En un combate entretenido, el coming man se hace con los primeros asaltos y el veterano con los últimos, alcanzando el resultado de nulo (14 de julio de 1937) (1).
- En al matinal del Price se enfrenta en semifinal al veterano Habir, con quien mantiene una pelea dura pero poco brillante, y a quien derrota a los puntos (7 de noviembre de 1937) (1).
- El joven vasco Tito Arambillet vence a Hilario en el Gran Prince, aunque el veterano muestra una magnífica resistencia en un combate emocionante (10 de abril de 1938) (1).

## El retiro
No tenemos constancia de la fecha en que decide colgar los guantes. De hecho, no encontramos nuevas noticias suyas hasta 1943. El 2 de junio de ese año, la Federación Catalana organiza en el Price una velada en homenaje a Hilario, quien durante unos meses ha batallado duramente en el lecho de un hospital. En este combate triste y silencioso, Hilario ha logrado imponer su fuerte constitución, que por el momento le ha salvado del KO fatídico (Mundo Deportivo, 2 de junio, p1). Unos meses más tarde, la Obra Sindical “Educación y Descanso” contrata a Hilario para que tome a su cargo las clases de pugilismo de su red de gimnasios, en la barriada de Sans, donde empieza su labor a mediados de noviembre. Sin embargo, no encontró a nadie que apuntase hacia los grandes destinos. Hilario exigía valor, inteligencia, sentido exacto de la interpretación de la táctica más conveniente… Además, lejos de los tiempos esplendorosos de la gloria y del dinero que parecía no se iba a acabar nunca, necesitaba ganar el sustento cotidiano y encontró un empleo que le ponía a cubierto de sus necesidades (Mundo Deportivo, 15 de enero de 1968, p26). Fue entrevistado para la película Juguetes rotos (1966), en la que Manuel Summers mostraba a personas que alcanzaron fama en su día, pero que ya nadie recordaba (Futbolistas, toreros, actores y boxeadores como Hilario, Paulino Uzcudun, Luis Vallespín, Eusebio Librero y Ricardo Alís). Hasta su muerte, el 3 de agosto de 1983, residió en Cataluña. En sus propias palabras, viviendo del recuerdo de otros tiempos (Mundo Deportivo, 14 de diciembre de 1962, p6).